# Cucullia emungens
Cucullia emungens là một loài bướm đêm trong họ Noctuidae.